# 座間市立座間小学校
座間市立座間小学校 （ざましりつざましょうがっこう） は、神奈川県座間市座間2丁目にある公立小学校。

## 沿革
出典
- 1895年（明治28年）6月7日-尋常高等座間小学校が設立される
- 1941年（昭和16年）
  - 4月1日-学校令が公布され座間国民学校となる
  - 4月29日-町制施行により、相模原座間国民学校と改称される
- 1948年（昭和23年）9月1日-相模原町より分町に伴い、座間町立座間小学校と改称される
- 1950年（昭和25年）4月25日-栗原分教場の独立に伴い、座間町立座間第一小学校と改称される
- 1955年（昭和30年）11月23日-創立60周年記念事業として、校歌制定
- 1971年（昭和46年）11月1日-市制執行により、座間町立座間第一小学校から座間市立座間第一小学校に改称される
- 1973年（昭和48年）4月1日-座間市立座間第一小学校から座間市立座間小学校に改称される

## 学校教育目標
出典
心豊かで、心身ともに健康な知・徳・体の調和のとれた子供の育成

## 通学区域
出典
- 座間市
  - 入谷西1丁目
  - 入谷西2丁目
  - 入谷西3丁目1番～17番・24番～32番・41番23号・26号・27号・42番～44番
  - 入谷東1丁目8番～20番
  - 入谷東3丁目52番10号・12号～14号
  - キャンプ座間
  - 座間1丁目
  - 座間2丁目
  - 新田宿
  - 相武台1丁目51番
  - 明王
  - 四ツ谷一部

## 進学中学校
出典
- 座間市
  - 座間市立座間中学校
  - 座間市立西中学校

## 著名な出身者
- 安斉雄虎（元プロ野球選手）

## アクセス
出典
- 相模線入谷駅徒歩14分
- 相模線相武台下駅徒歩17分
- 小田急線座間駅徒歩15分